# Mahasamund
Mahasamund är en stad i den indiska delstaten Chhattisgarh, och är huvudort för ett distrikt med samma namn. Folkmängden uppgick till 53 783 invånare vid folkräkningen 2011.